# SPA 6A
Lo SPA 6A era un motore aeronautico 6 cilindri in linea raffreddato ad acqua prodotto dall'azienda italiana Società Piemontese Automobili tra gli anni dieci e gli anni venti del XX secolo.
Venne utilizzato da numerosi modelli di velivoli dello stesso periodo.

## Descrizione tecnica
Presentava una configurazione con cilindri realizzati in acciaio al carbonio separati tra loro, con un singolo albero a camme collocato in testa che controllava la punteria.

## Versioni
Versioni ottenute modificando il rapporto di compressione dei cilindri.
1. Normale a 5,19 atm da 205 CV (151kW)
2. Semi-surcompresso a 5,46 atm da 220 CV (162 kW)
3. Surcompresso a 5,78 atm da 230 CV (169 kW)

## Velivoli utilizzatori
(lista parziale)
 Italia
- Ansaldo A.1 "Balilla"
- Ansaldo SVA
- Breda A.2[1]
- Breda A.3[1]
- Breda A.9 ed A.9bis[1]
- CANT 7ter
- Piaggio P.3
- Marchetti MVT, poi SIAI S.50

 Polonia
- Bartel BM-5b